# Lycosa nigropunctata
Lycosa nigropunctata är en spindelart som beskrevs av William Joseph Rainbow 1915. Lycosa nigropunctata ingår i släktet Lycosa och familjen vargspindlar.
Artens utbredningsområde är Sydaustralien. Inga underarter finns listade i Catalogue of Life.